# Geert de Jong
Pour les articles homonymes, voir De Jong.
Geert de Jong, née le 8 juillet 1951, est une actrice belge. Elle a reçu le Veau d'or de la meilleure actrice pour Mama is boos! en 1986.

## Filmographie
- 1983 : Le Quatrième Homme (De Vierde Man) de Paul Verhoeven : Ria
- 1984 : Schatjes! de Ruud van Hemert : Danny Gisberts
- 1986 : Mama is boos! de Ruud van Hemert : Danny Gisberts